# 汗尤尼斯戰役
汗尤尼斯戰役，發生在1516年10月28日。埃及馬木路克王朝派將領扎比里迪·阿爾-加沙里率騎兵趁奧斯曼帝國軍隊橫過加沙進入埃及時突襲他們，但被領軍的哈迪姆·錫南·帕夏打退，扎比里迪·阿爾-加沙里負傷撤回開羅。